# Manicaragua
Manicaragua är en kommunhuvudort i Kuba. Den ligger i provinsen Provincia de Villa Clara, i den centrala delen av landet, 270 km öster om huvudstaden Havanna. Manicaragua ligger 139 meter över havet och antalet invånare är 41 532.
Terrängen runt Manicaragua är platt åt nordost, men åt sydväst är den kuperad. Runt Manicaragua är det ganska tätbefolkat, med 80 invånare per kvadratkilometer. Det finns inga andra samhällen i närheten. Omgivningarna runt Manicaragua är en mosaik av jordbruksmark och naturlig växtlighet.